# Strimmig brödkorgssvamp
Strimmig brödkorgssvamp (Cyathus striatus) är en svampart som först beskrevs av William Hudson, och fick sitt nu gällande namn av Carl Ludwig von Willdenow 1787. Enligt Catalogue of Life ingår Strimmig brödkorgssvamp i släktet Cyathus,  och familjen Agaricaceae, men enligt Dyntaxa är tillhörigheten istället släktet Cyathus,  och familjen brödkorgsvampar. Arten är reproducerande i Sverige. Inga underarter finns listade i Catalogue of Life.

## Källor

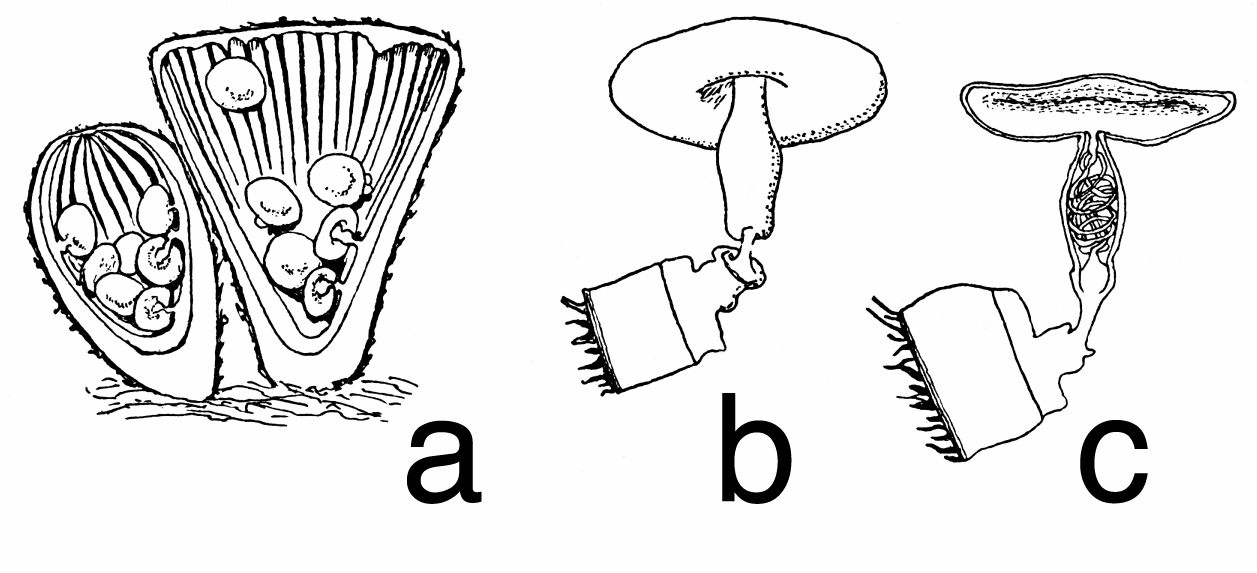
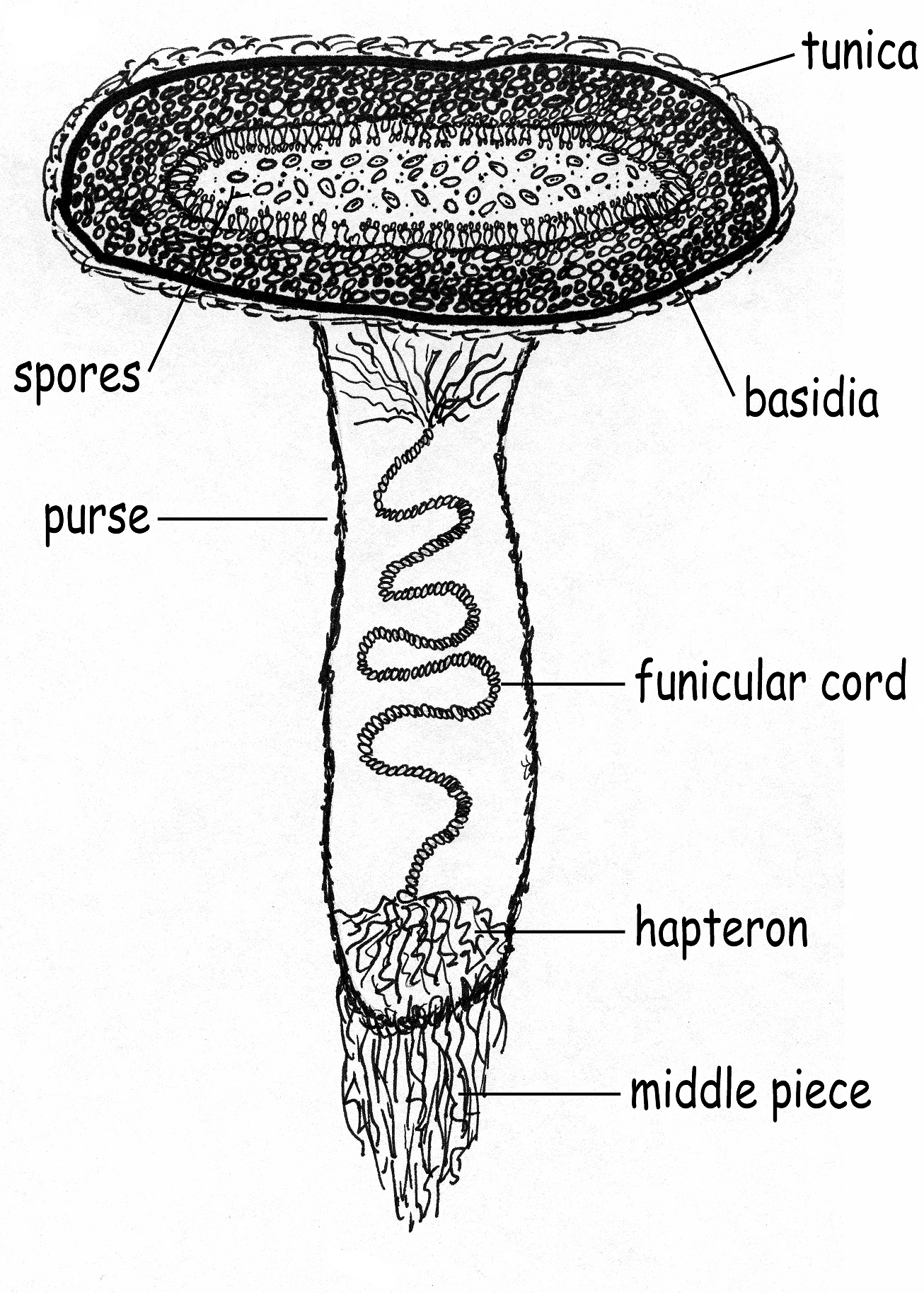
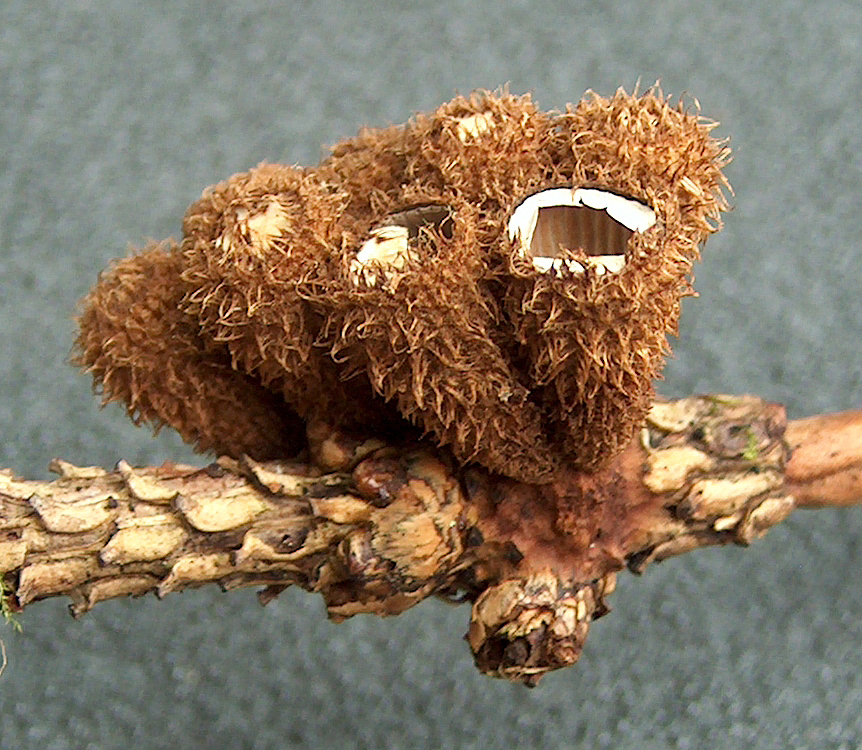
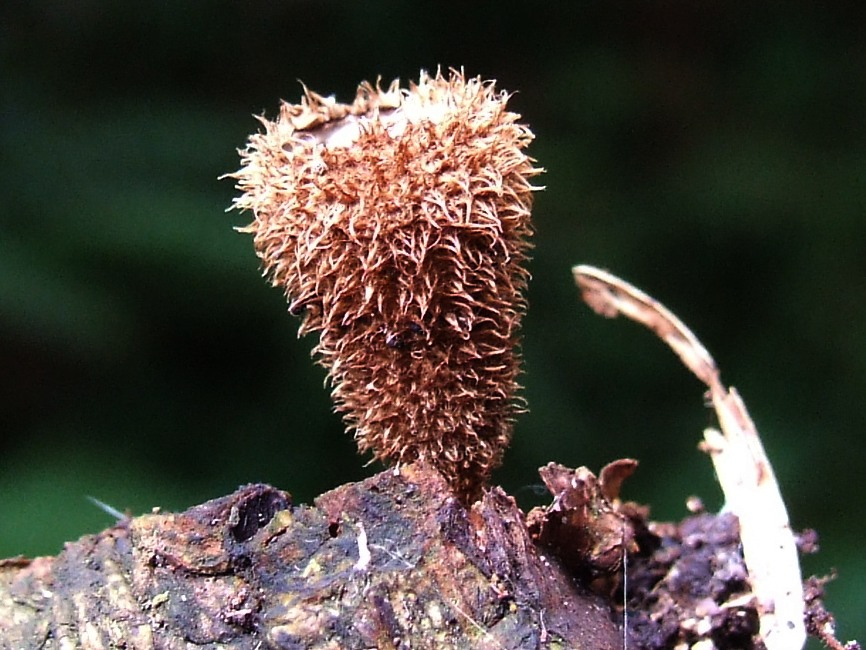
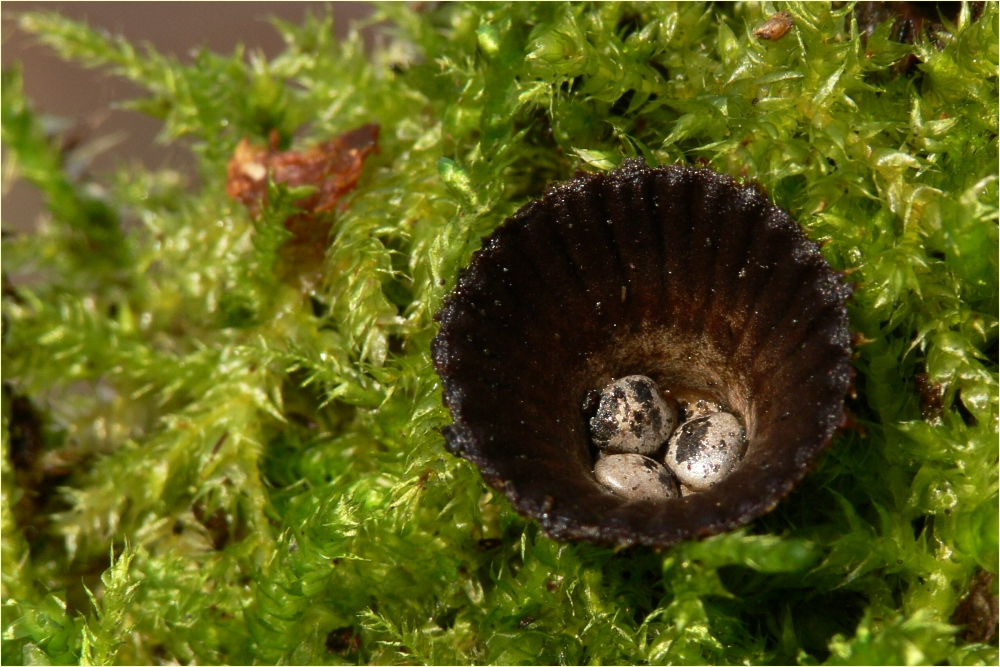
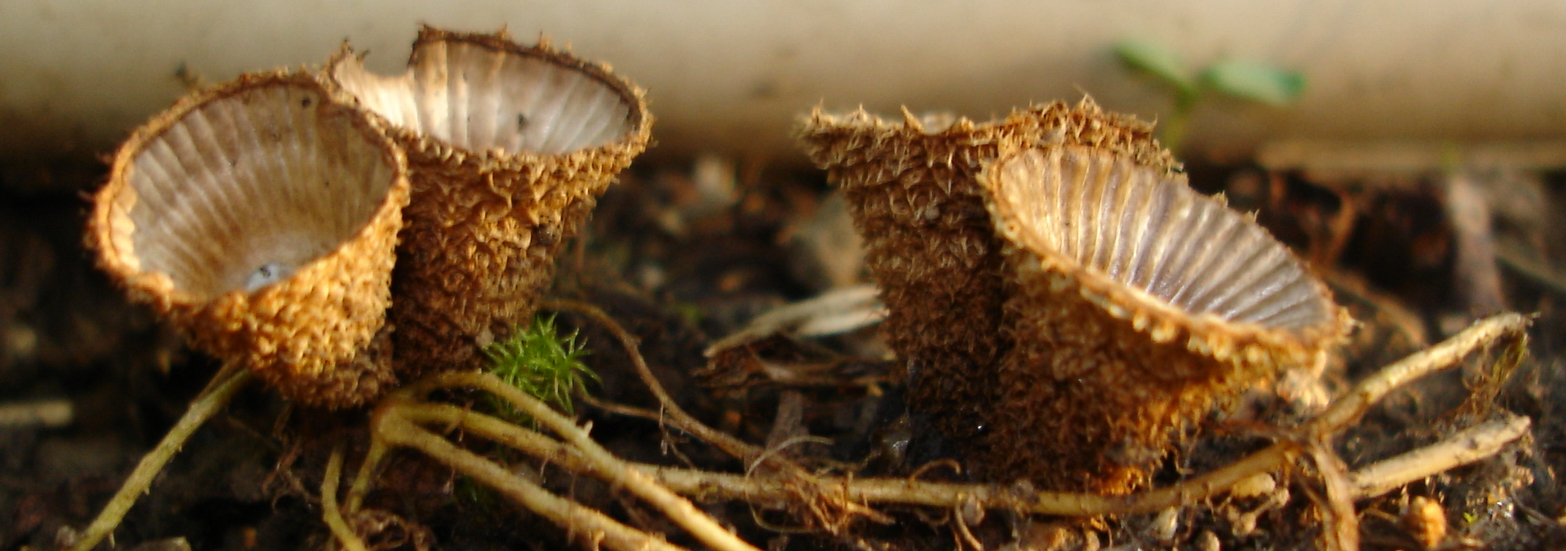